# Antônio Pedro Misiara
Antônio Pedro Misiara (* 1. Dezember 1917 in Tietê; † 11. Mai 2004 in Bragança Paulista, Brasilien) war ein römisch-katholischer Geistlicher und Bischof von Bragança Paulista. 

## Leben
Antônio Pedro Misiara empfing am 24. April 1943 die Priesterweihe.
Papst Paul VI. ernannte ihn am 27. Oktober 1976 zum Bischof von Bragança Paulista. Der Apostolische Nuntius in Brasilien, Erzbischof Carmine Rocco, spendete ihm am 10. Dezember desselben Jahres die Bischofsweihe; Mitkonsekratoren waren José Lafayette Ferreira Álvares, Altbischof von Bragança Paulista, und José Melhado Campos, Bischof von Sorocaba. Als Wahlspruch wählte er Scio cui credidi. 
Papst Johannes Paul II. nahm am 17. Mai 1995 seinen altersbedingten Rücktritt an.